# Раад, Сергей
Сергей Раад (урожд. Коломиец; род. 3 августа 1982 года в Ленинграде) — российский футболист, последним клубом которого был «ДЖАКС Дэстройерс» из USL Премьер-лиги развития.

## Карьера

### Молодёжная карьера и колледж
От рождения Сергей Раад носил фамилию Коломиец. В 1995 году он переехал в США после того, как его клуб приехал в Орландо, штат Флорида, для участия в турнире. Освоиться в США ему помогла семья Раадов, он получил студенческую визу, чтобы иметь возможность изучать английский язык, и, в конце концов, взял фамилию своей приёмной семьи. Он посещал высшую школу Овьедо и играл в футбол за команду Фурманского университета с 2000 по 2004 год, он провёл 62 матча, забил 20 голов и отдал 29 результативных передач.

### Профессиональная карьера
Раад перешёл в профессиональный футбол в 2004 году, когда присоединился к ныне не существующей команде «Калгари Мустангз». С «Мустангз» он провёл 20 игр, забив четыре гола и отдав две голевых передачи. В конце сезона команда была расформирована, и Рааду пришлось искать новый клуб.
Он провёл первые месяцы 2005 года, тренируясь с питерским «Зенитом», но не получил предложения контракта от российской команды, вместо этого он вернулся в Соединённые Штаты, где играл за «Сентрал Флорида Крейзи» в USL Премьер-лиге развития.
Во второй половине 2005 года он тренировался с клубом MLS «Нью-Инглэнд Революшн», там он привлёк внимание скаутов «Канзас-Сити Уизардс», с которым подписал контракт 1 апреля 2006 года. Он сыграл один матч в MLS как раз против «Революшн» (1:1), затем покинул клуб в конце сезона 2006 года.
В начале 2007 года Раад тренировался с «Сиэтл Саундерс», но, в конце концов, вернулся в «Сентрал Флорида Крейзи». После пары лет без игровой практики в 2010 году Раад снова подписал контракт с «Крейзи»; он забил свой первый гол за команду в матче против «Форт-Лодердейл Шульц Академи», его команда выиграла со счётом 3:1.
В 2011 году Раад подписал с новосозданным «ДЖАКС Дэстройерс».